# WrestleMania 39
WrestleMania 39 of WrestleMania Hollywood was een tweedaagse en de 39ste professioneel worstel-pay-per-view (PPV) en WWE Network evenement van WrestleMania dat georganiseerd werd door WWE voor hun Raw en SmackDown brands. Het evenement vond plaats op 1 en 2 april 2023 in het SoFi Stadium in Inglewood, Californië.
Het evenement wordt de eerste sinds WrestleMania 21 in Greater Los Angeles en de zevende in de staat Californië (na 2, VII, XII, 2000, 21 en 31).

## Productie

### Achtergrond
WrestleMania 37 zou oorspronkelijk in het SoFi Stadium in Inglewood, Californië plaatsvinden, echter is het evenement geannuleerd wegens de coronapandemie. Daardoor werd WWE geforceerd om de datum te veranderen en bracht het evenement naar het Raymond James Stadium, waar het evenement WrestleMania 36 oorspronkelijk plaats zou vinden. Op 16 januari 2021 werd er onthuld dat WrestleMania 37 gehouden werd in het Raymond James Stadium in Tampa, Florida. Daarnaast werd de data en locatie van WrestleMania 38 en 39 ook onthuld. 38 vond plaats in het AT&T Stadium in Arlington, Texas en 39 zal plaats vinden in het SoFi Stadium in Inglewood, Californië.

## Matches
Nacht 1 (1 april )
| Nr. | Match | Winnaar(s)                           | Opmerkingen                                                                                     | Bron   |
| --- | --- | ------------------------------------ | ----------------------------------------------------------------------------------------------- | ------ |
| 1   | Austin Theory (c) vs. John Cena | Austin Theory                        | Een op een wedstrijd om het WWE United States Championship                                      | [ 6 ]  |
| 2   | Seth "Freakin" Rollins vs. Logan Paul | Seth "Freakin" Rollins               | Een op een wedstrijd                                                                            | [ 7 ]  |
| 3   | Trish Stratus, Lita, and Becky Lynch vs. Damage CTRL (Bayley, Dakota Kai, and Iyo Sky)                                                                                             | Trish Stratus, Lita, and Becky Lynch | 3 tegen 3 tag wedstrijd                                                                         | [ 8 ]  |
| 4   | Braun Strowman and Ricochet vs. The Street Profits (Angelo Dawkins and Montez Ford) vs. Alpha Academy (Chad Gable and Otis) vs. The Viking Raiders (Erik and Ivar) (with Valhalla) | The Street Profits                   | fatal 4-way tag team wedstrijd                                                                  | [ 9 ]  |
| 5   | Rey Mysterio vs. Dominik Mysterio | Rey Mysterio                         | Een op een wedstrijd , Vader tegen zoon                                                         | [ 10 ] |
| 6   | Charlotte Flair (c) vs. Rhea Ripley | Rhea Ripley                          | Een op een wedstrijd om het WWE SmackDown Women's Championship                                  | [ 11 ] |
| 7   | The Usos (Jey Uso and Jimmy Uso) (c) vs. Kevin Owens en Sami Zayn | Kevin Owens en Sami Zayn             | Tag team wedstrijd voor het WWE SmackDown Tag Team Championship & WWE Raw Tag Team Championship |        |

Nacht 2 (2 april )
| Nr. | Match                                                                                                   | Winnaar(s)                                   | Opmerkingen                                                                       | Bron   |
| --- | --- | -------------------------------------------- | --------------------------------------------------------------------------------- | ------ |
| 1   | Brock Lesnar vs Omos (met MVP)                                                                          | Brock Lesnar                                 | Een tegen een wedstrijd                                                           |        |
| 2   | Ronda Rousey & Shayna Baszler vs Raquel Rodriguez, Natalya , Shotzi, en Chelsea Green and Sonya Deville | Ronda Rousey & Shayna Baszler                | fatal 4-way tag team wedstrijd                                                    |        |
| 3   | Gunther (c) vs Sheamus & Drew McIntyre                                                                  | Gunther                                      | Triple threat match for the WWE Intercontinental Championship                     |        |
| 4   | Snoop Dogg vs The Miz                                                                                   | Snoop Dogg                                   | een tegen een wedstrijd                                                           |        |
| 5   | Edge vs Finn Bálor                                                                                      | Edge                                         | Hell in a Cell match                                                              |        |
| 6   | Bianca Belair (c) vs Asuka                                                                              | Bianca Belair                                | een tegen een om het WWE Raw Women's Championship                                 |        |
| 7   | Roman Reigns (met Paul Heyman en Solo Sikoa) vs Cody Rhodes                                             | Roman Reigns (met Paul Heyman en Solo Sikoa) | een tegen een wedstrijd om het WWE Universal Championship en het WWE Championship | [ 12 ] |